# Kungsörs BK
Kungsörs Bollklubb (KBK) är en fotbollsförening i Kungsör, Västmanlands län, bildad år 2000 genom sammanslagning av fotbollssektionerna i IF Rune och Kungsörs BK. Kungsör BK är en del av Västmanlands Fotbollförbund.
KBK har en omfattande fotbollsverksamhet för barn och ungdomar i åldern 6-17 år och har flera lag, inklusive U-lag, damlag och herrlag. Föreningen har sin hemmaarena, Hans Rosander arena (Runevallen), som har två planer och dessutom är hem för klubbens kansli och samlingslokaler. Under vinter- och vårsäsongen tränar och spelar A-, U-, dam- och juniorer på Centralvallen i Kungsör.
KBK är en viktig del av den lokala idrottskulturen och har som mål att skapa en positiv och inkluderande miljö för alla spelare att utvecklas och njuta av sporten. Föreningen arbetar också för att främja ungdomsfotbollen och ger möjligheter för unga talanger att utvecklas och nå sin fulla potential.  

## Herrlag
KBK var nära att stiga upp till division II 2005 efter att ha betvingat Arameisk-Syrianska KIF i kvalet till division II men föll i den avgörande kvalomgången mot Årbys City. Laget gjorde visserligen en säsong i division II 2006 men det var tack vare att division III namnändrats. Laget har sedan dess alternerat mellan division III och IV, 2022 återfinns laget i division IV Västmanland.

## Damlag
Damlaget deltog i seriespel 2001-2005 men deltog sedan inte i seriespel. Till 2021 återstartades det dock och säsongen 2022 skrapade man ihop en hel poäng i division IV Västmanland.